# Svenska Scoutförbundet
Svenska Scoutförbundet (SSF; schwedisch für Schwedischer Pfadfinderverband) war der größte Pfadfinderverband in Schweden. Der 1960 durch die Fusion der überkonfessionellen Pfadfinderverbände für Jungen und Mädchen entstandene Verband hatte 2010 nach eigenen Angaben etwa 55.000 Mitglieder in 600 Ortsgruppen. Über den nationalen Dachverband Svenska Scoutrådet ist der Svenska Scoutförbundet Mitglied in der World Association of Girl Guides and Girl Scouts und in der World Organization of the Scout Movement; im Herbst 2010 beschlossen die fünf Mitgliedsorganisationen des Svenska Scoutrådets, am 1. Januar 2012 zum gemeinsamen Verband Scouterna zu verschmelzen.
Der Svenska Scoutförbundet betrieb auf der Insel Vässarö nördlich von Stockholm einen international bedeutsamen Pfadfinderzeltplatz.